# Феминистка терапия
Феминистката терапия не съществува като обособен вид, но все пак остава важна ориентация в много терапии.
Феминистично ориентираните психотерапии обикновено изследват и мъже, и жени. Те отричат силовите разлики, които понякога съществуват между терапевта и клиента като отражение на мъжки ориентираните йерархични системи в обществото.